# Neothyonidium parvum
Neothyonidium parvum is een zeekomkommer uit de familie Phyllophoridae.
De wetenschappelijke naam van de soort werd in 1881 gepubliceerd door Hubert Ludwig.